# Strandrävspindel
Strandrävspindel (Hypselistes paludicola) är en spindelart som beskrevs av Albert Tullgren 1955. Strandrävspindel ingår i släktet Hypselistes och familjen täckvävarspindlar. Arten är reproducerande i Sverige. Inga underarter finns listade i Catalogue of Life.